# ROKKO森の音ミュージアム

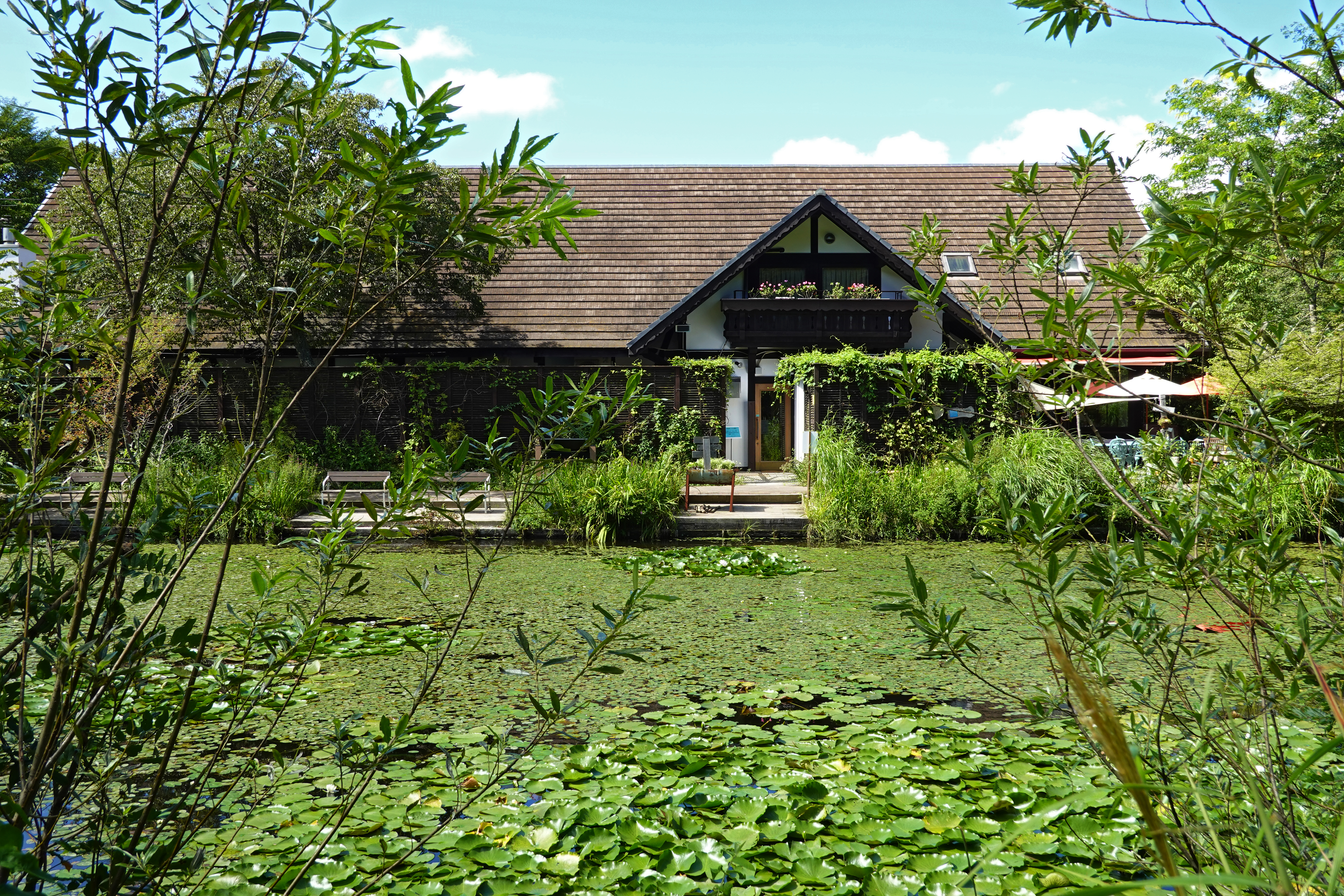
カフェ側

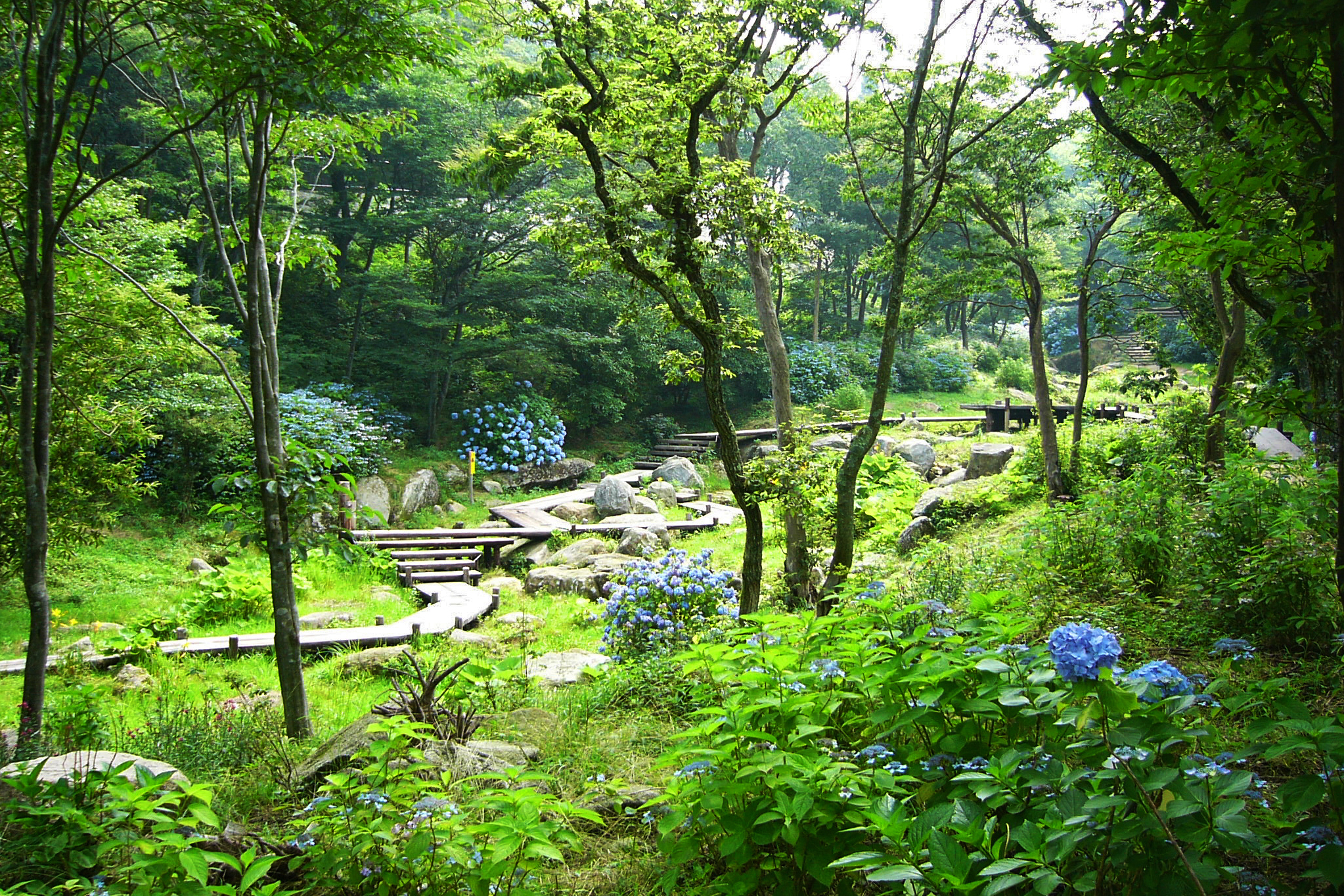
ナチュラルガーデン

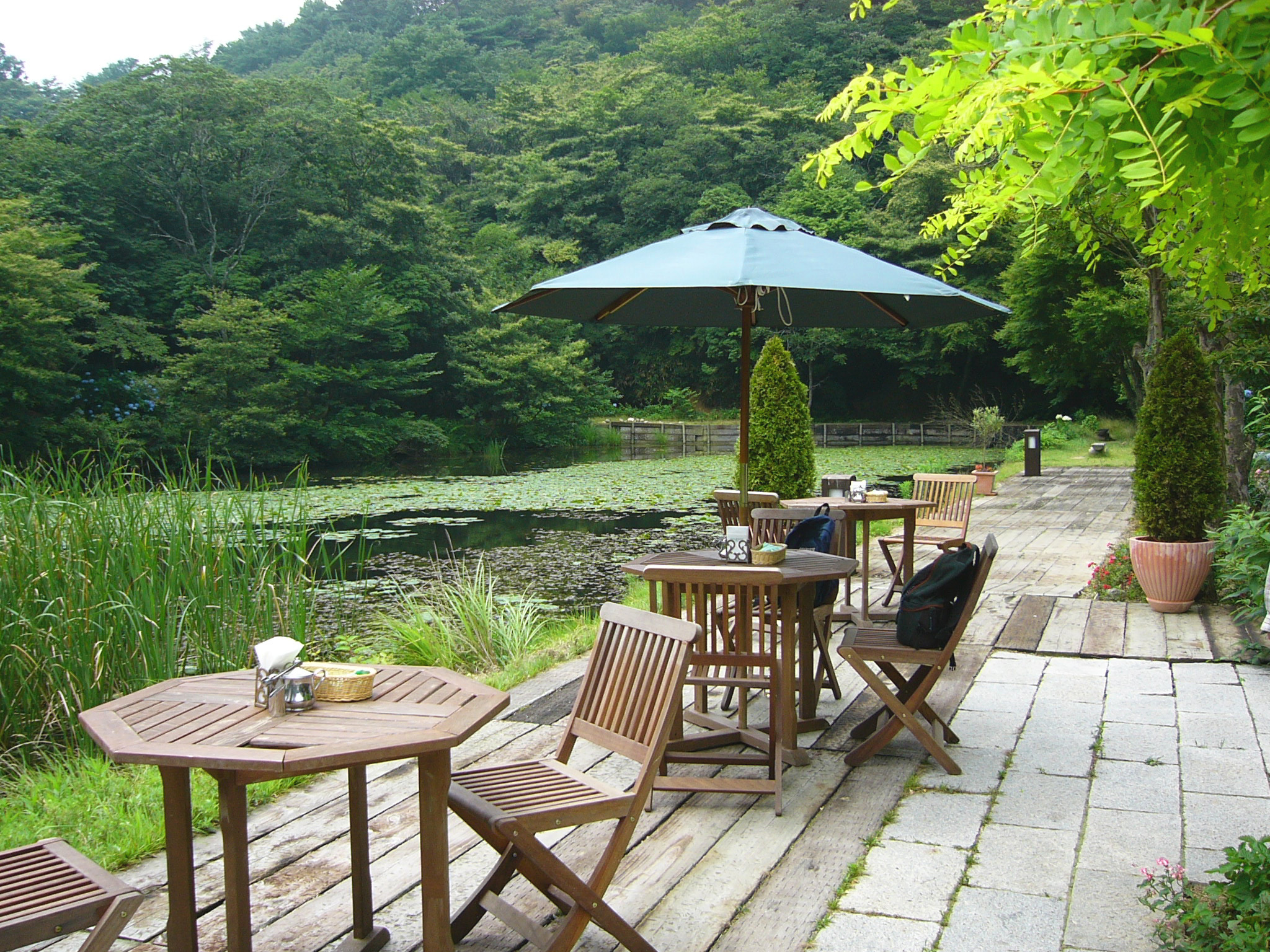
カフェ側のテラス

ROKKO森の音ミュージアム（ろっこうもりのねミュージアム）は、兵庫県神戸市灘区の六甲山上にあるオルゴール博物館。
1994年7月21日に阪神電気鉄道の一部門として「ホール・オブ・ホールズ六甲」の名で開館、現在も阪急阪神ホールディングス傘下となった阪神電気鉄道の事業であり、その運営は2003年以降、同社子会社の六甲山観光株式会社に委託されている。
2012年3月のリニューアル時に六甲オルゴールミュージアムと改称し、さらに2021年7月16日のリニューアル時に現名称に改称した。

## 概要
常設展示として主に19世紀から20世紀初頭にかけて製作されたヨーロッパやアメリカの様々なシリンダーやディスク・オルゴール、世界最大級のダンス・オルガンを含む種々の自動演奏楽器（ピアノ、ヴァイオリン、パーカッションなど）、 いろいろなオートマタ、また自動楽器による伴奏付きサイレント映画の上映など、多彩な演奏・実演を行っている。他に企画展や特別コンサートなども開催している。
また現代のトイオルゴールからアンティークまでそろえたミュージアム・ショップ、オーダーメイドのオリジナルオルゴール制作をする工房、オルゴール組立体験工房、ガーデンを眺められる「森のCafé」等を併設する。
併設の「SIKIガーデン～音の散策路～」はナチュラルガーデンとして整備されている。
日本博物館協会会員館、兵庫県博物館協会加盟館。全国歴史民俗系博物館協議会加盟館。博物館法に基づく神戸市教育委員会指定施設（博物館に相当する施設。1996年~。自動演奏楽器専門の博物館としては日本初）である。

## 施設
- メイン展示室（常設展示用）
- 特別展示室x2、小展示室（主に企画展示用）
- 森のCafé
- SIKIガーデン
- ミュージアムショップ「時音（とおん）」 - 2015年7月1日に訪日観光客消費税免税店となる[7]。
- オルゴールスタジオ（オーダーメイドオルゴール制作工房）

## 主な展示物
- シリンダー・オルゴール「サブライム・ハーモニー」1880年頃 スイス 製作者不詳
- ディスク・オルゴール「オーケストラル・レジーナ6型」1900年頃 アメリカ レジーナ社製
- オートマタ（自動人形）「アクロバットをするピエロ」1993年 スイス ヴァルター・ダーレル作
- 自動演奏バンジョー「アンコール・オートマティック・バンジョー」1992年 アメリカ D.C.ラメイ社製 (調子が悪い)
- 自動演奏ピアノ「ワーリッツァー・スタイル“O”フォトプレーヤー」1920年 アメリカ ワーリッツァー社製（サイレント映画の効果音用）
- 自動演奏オルガン「デカップ・ダンス・オルガン “ケンペナー”」1938年 ベルギー デカップ社製
- 自動演奏バイオリン
- 自動演奏ジャズピアノ「ポッパー"ハッピー・ジャズ・バンド"」

## 利用情報
- 定休日：木曜日（7月と8月は無休）、12月31日、1月1日
- 営業時間 ：10：00 - 17：00（受付終了16：00）
- 姉妹館：萌木の村博物館ホール・オブ・ホールズ （山梨県北杜市高根町清里）[8]

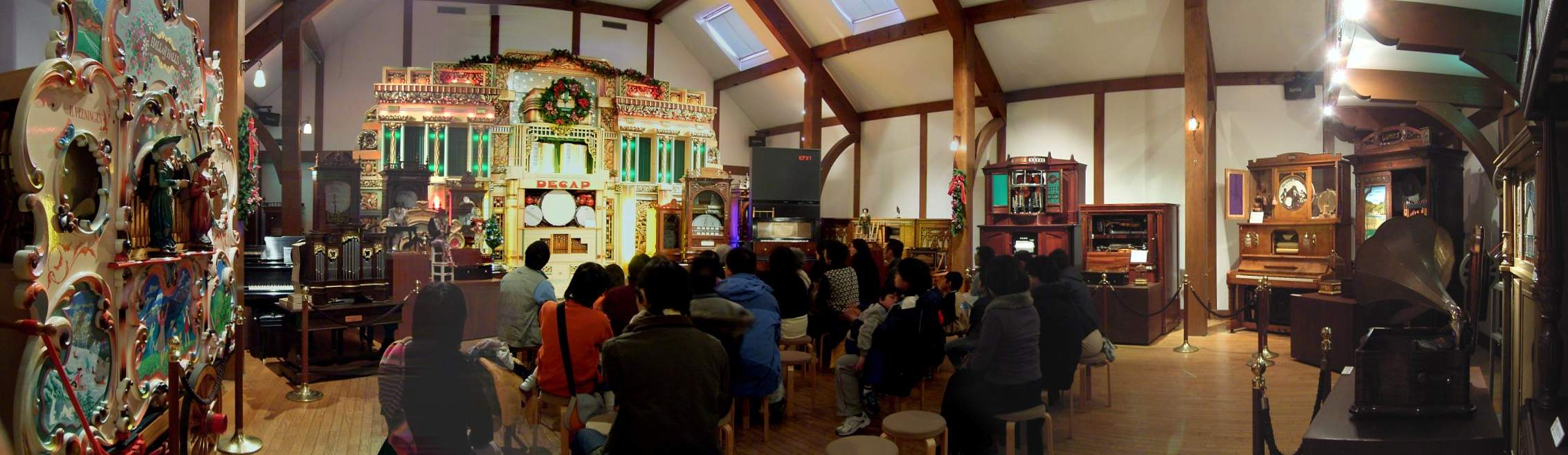
2F メイン展示室(合成パノラマ)

## ギャラリー

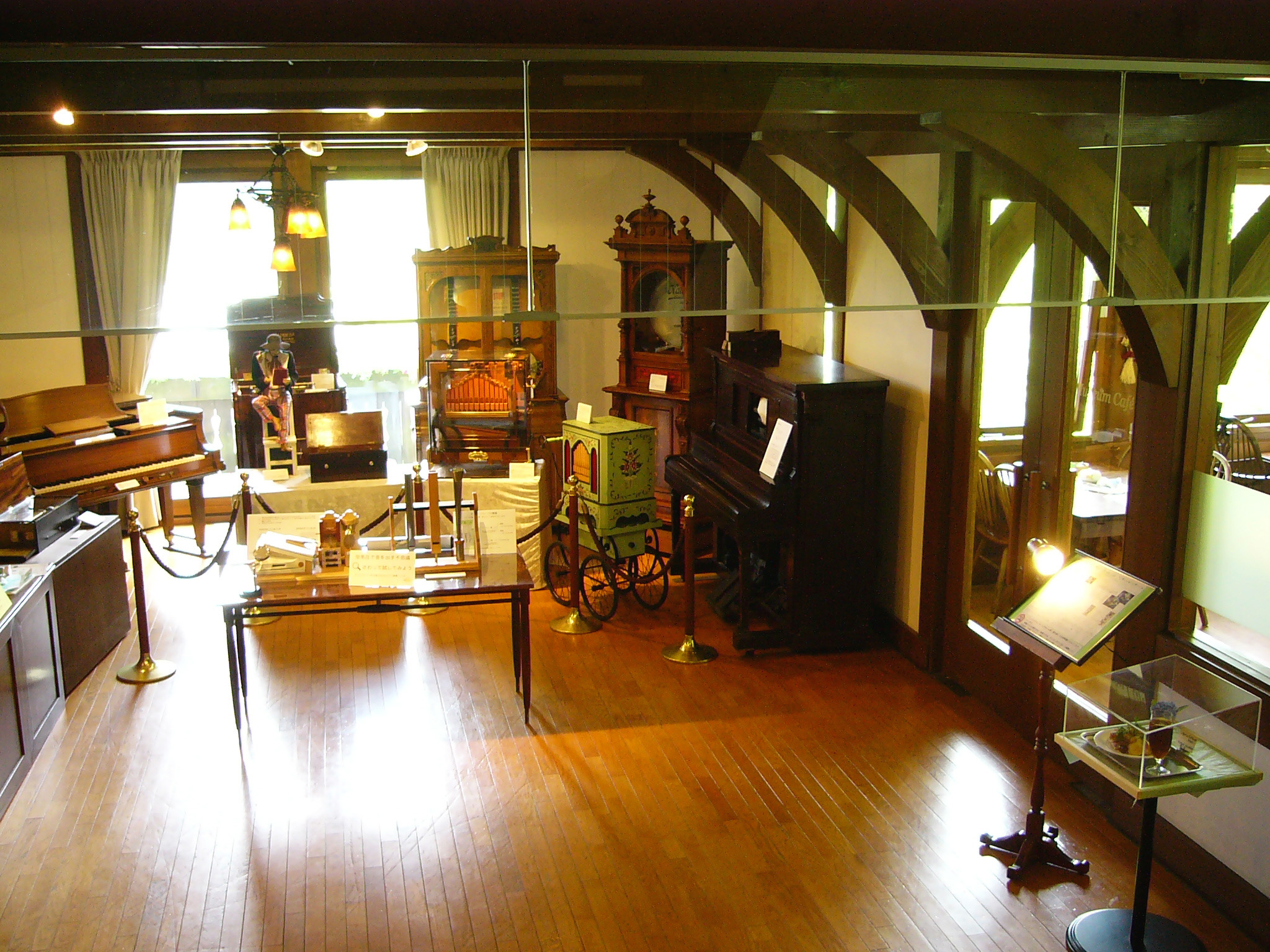
2Fロビー
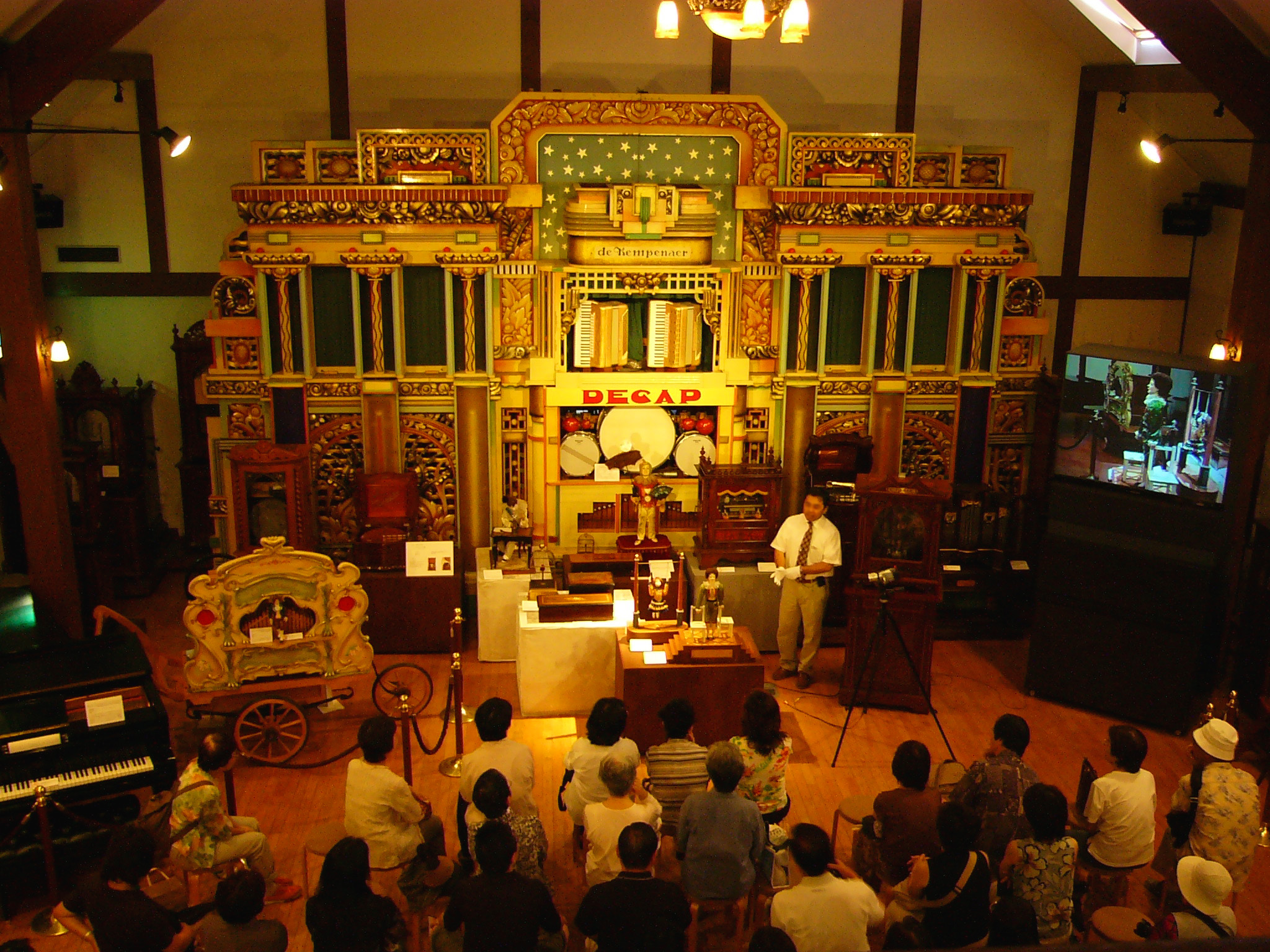
2F展示室
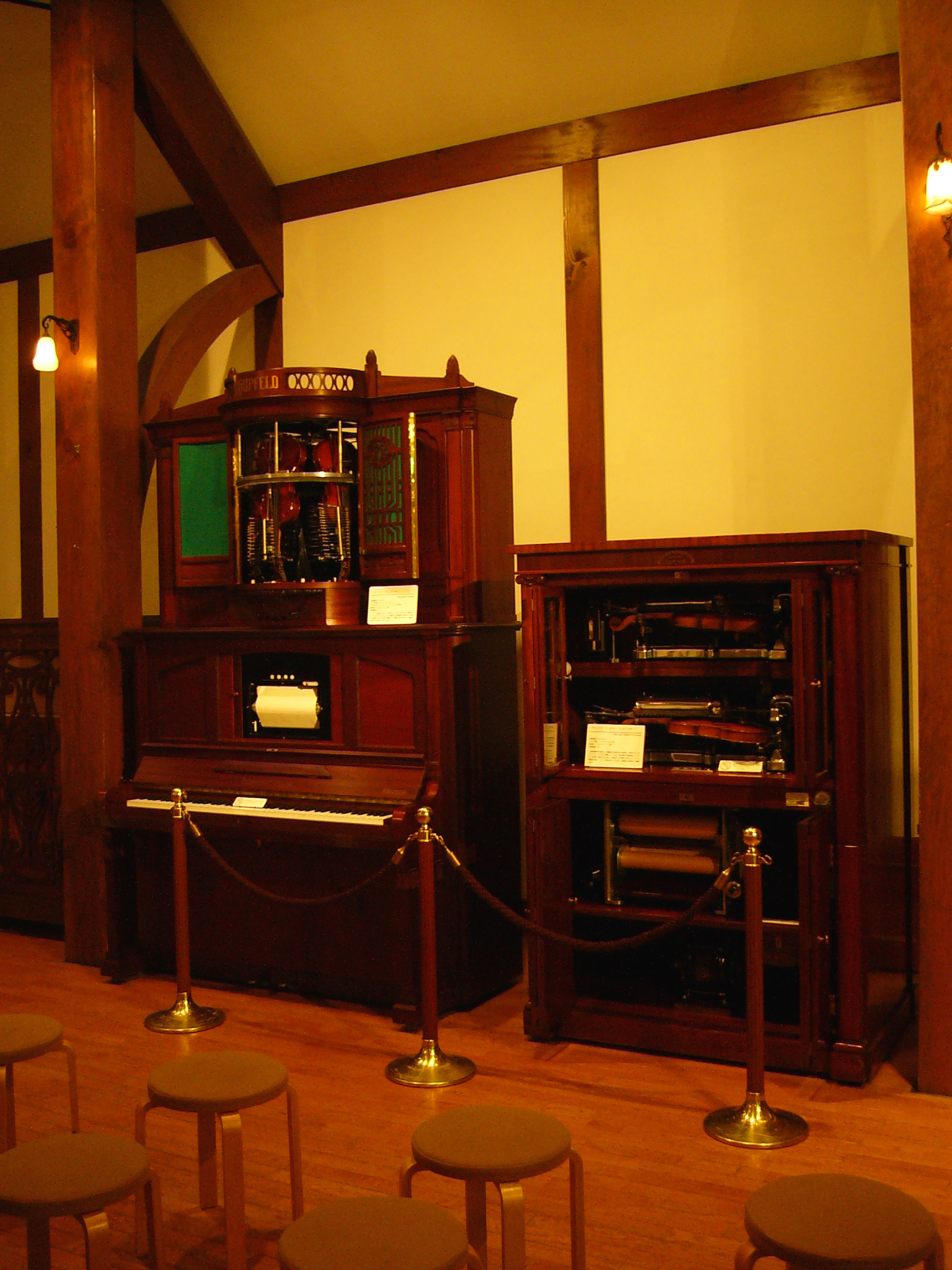
2F展示室
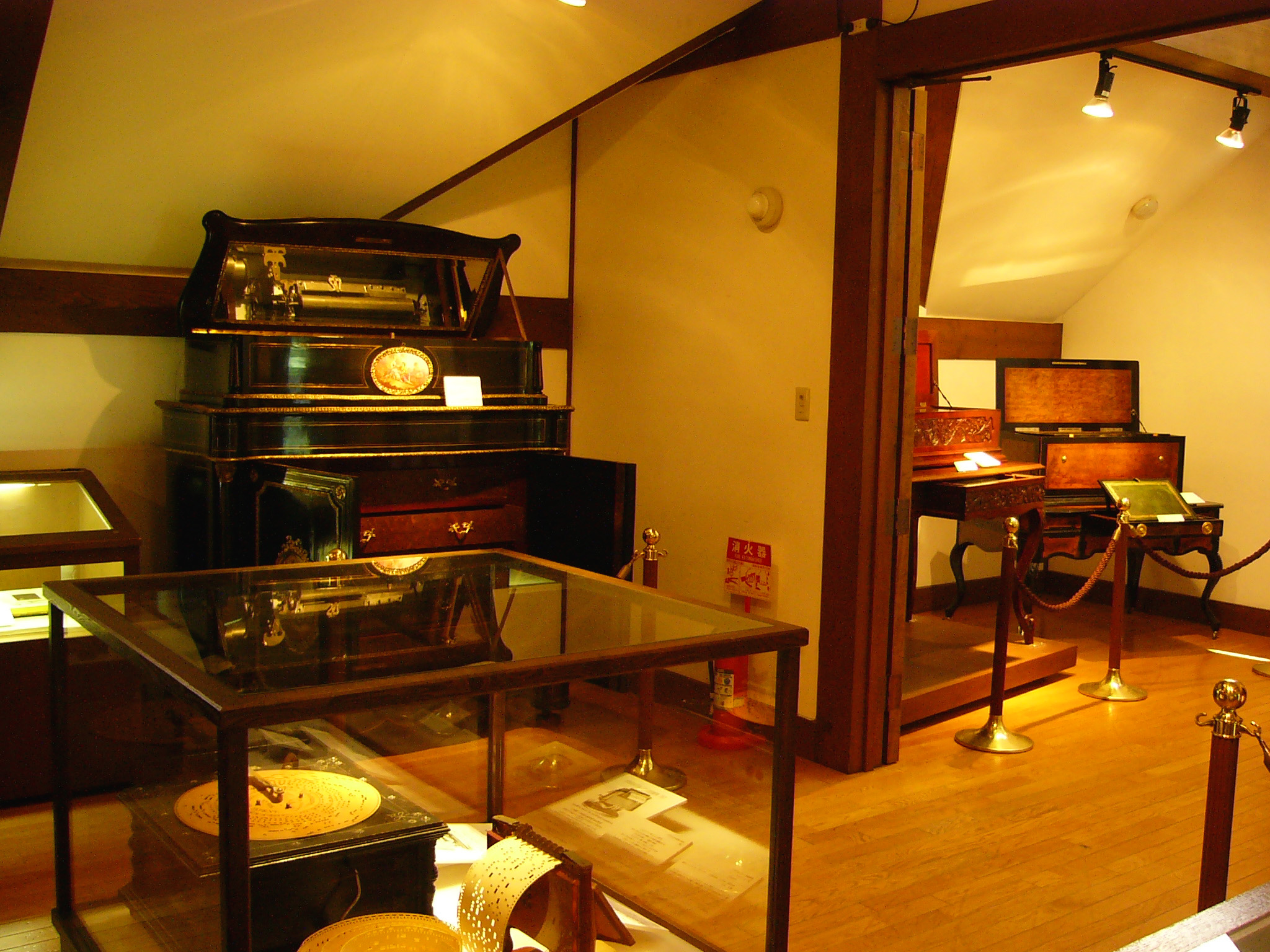
3F展示室
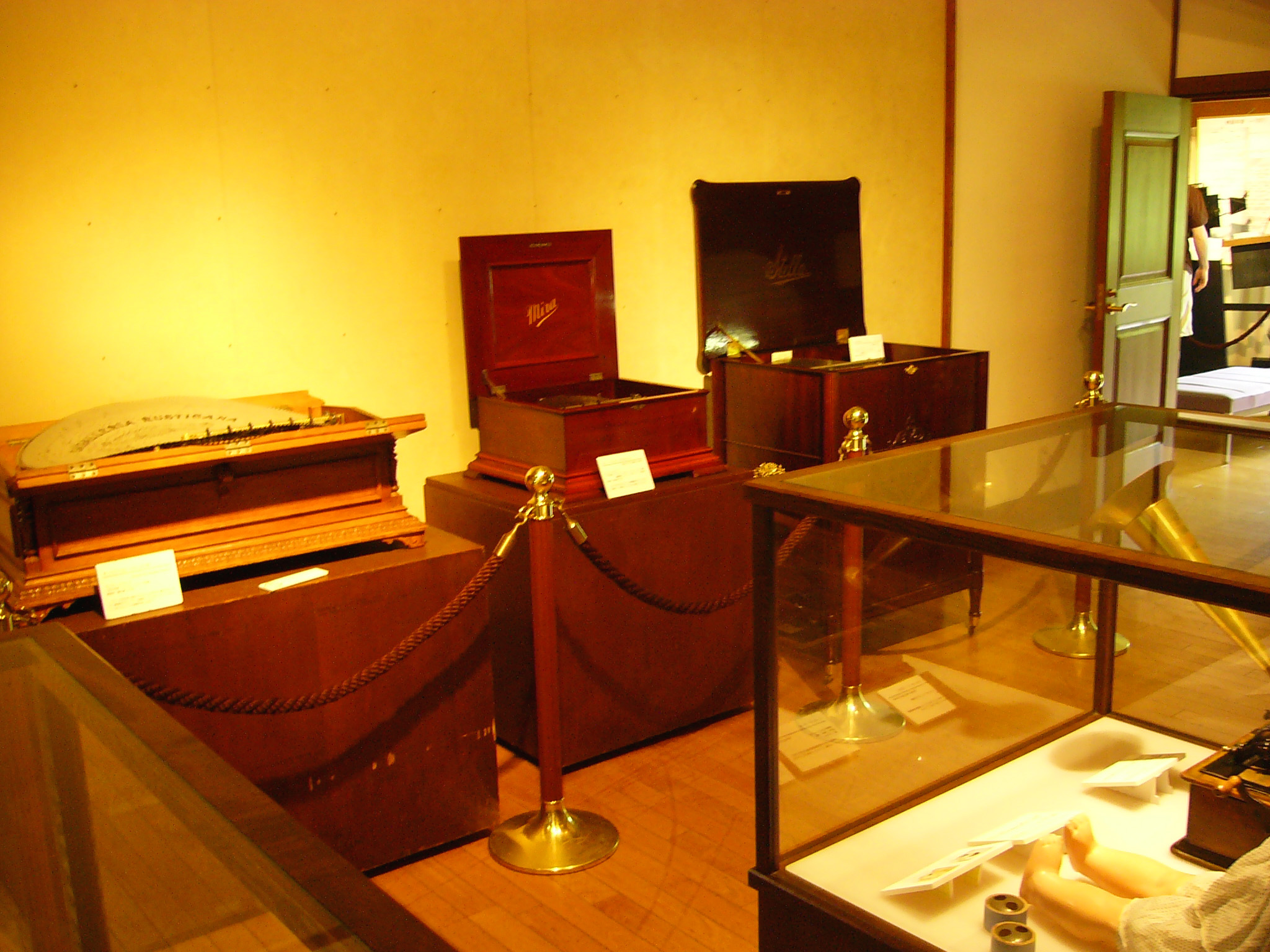
3F展示室
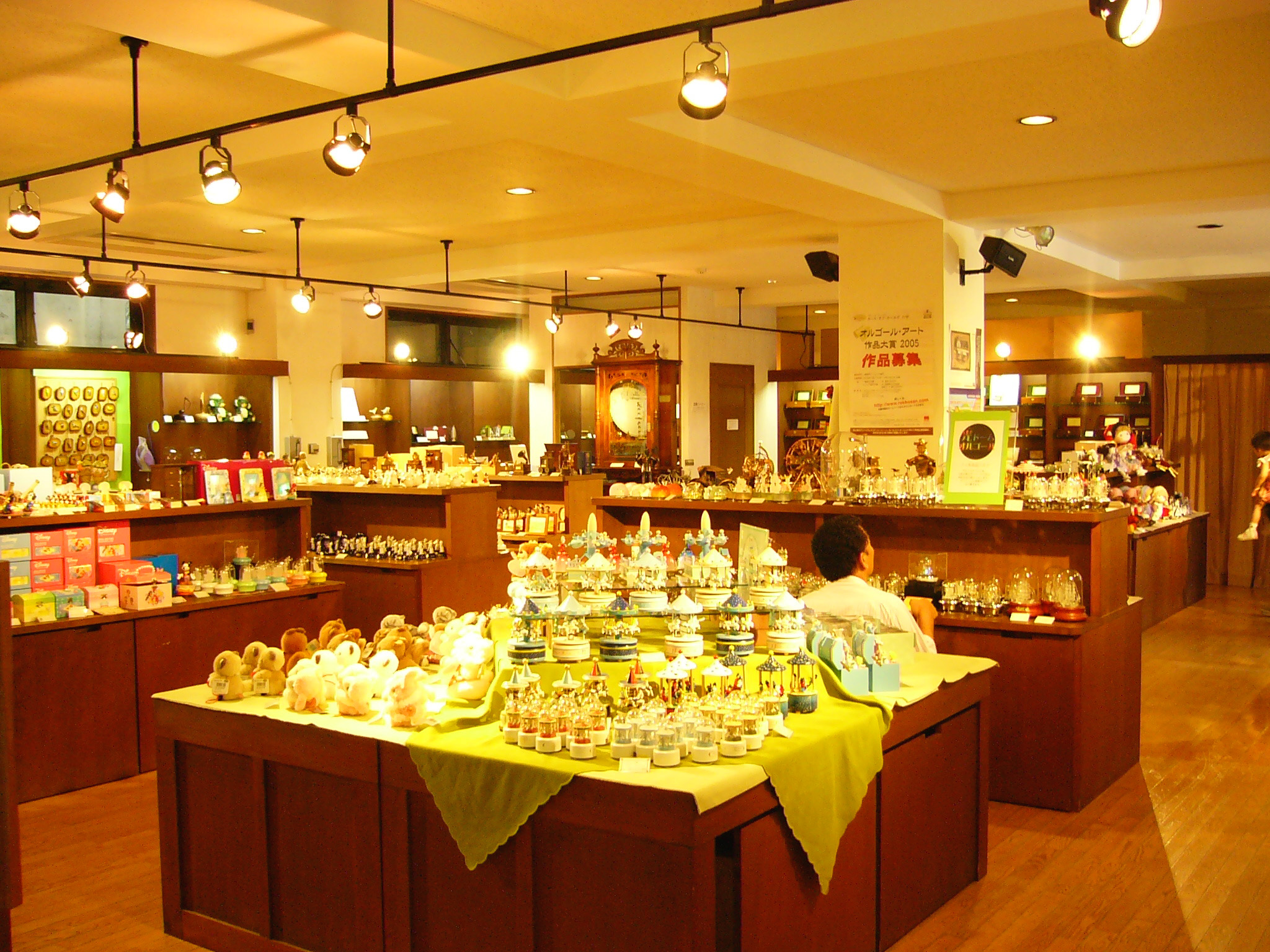
1F ミュージアムショップ
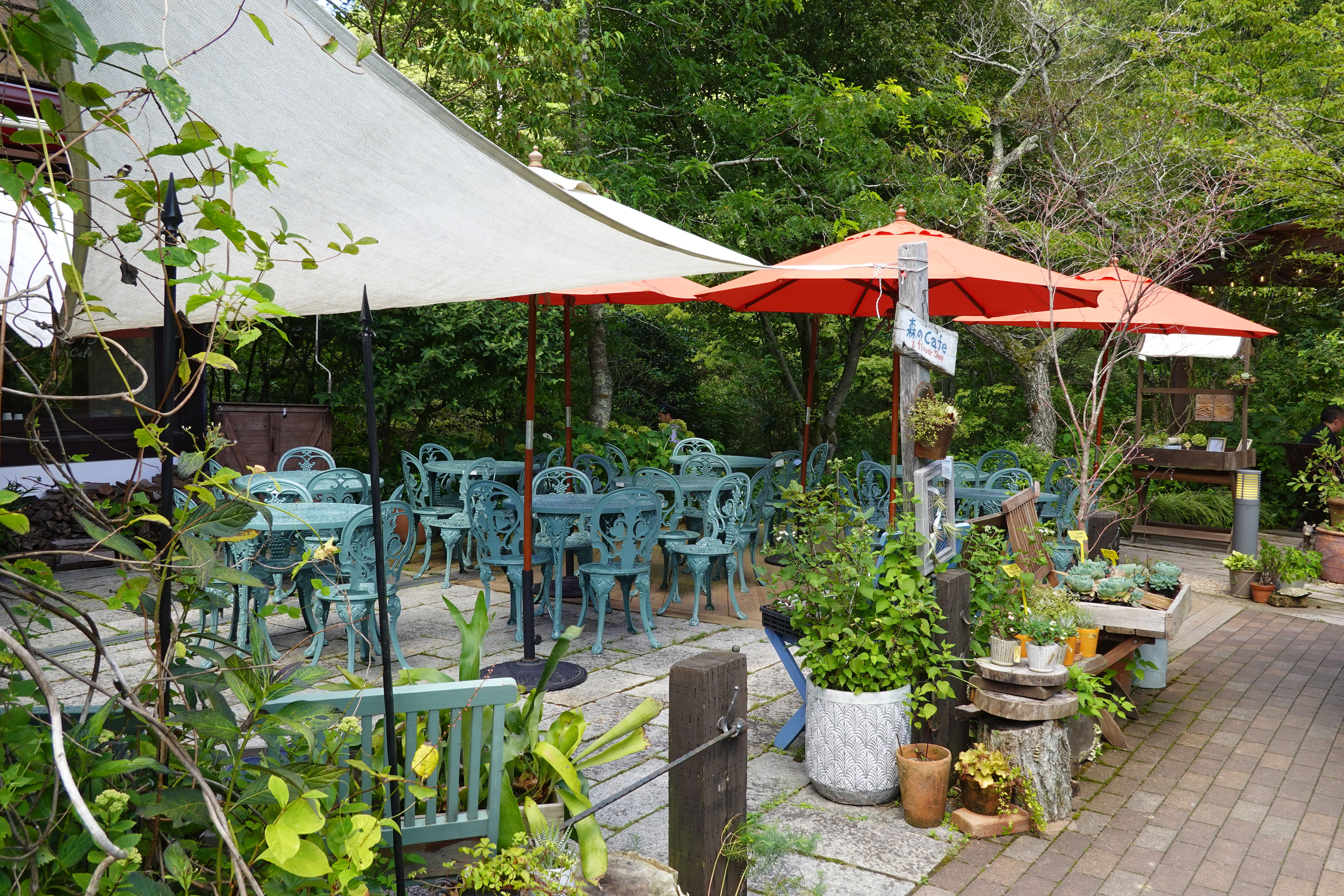
森のCafé

## 交通・アクセス
- 電車 - バス - ケーブル - バス：阪神御影・JR六甲道・阪急六甲の各駅から、神戸市バス16系統、六甲ケーブル「六甲山上駅」、さらに六甲山上バス「ミュージアム前」下車 すぐ
- クルマ：阪神高速（神戸線）魚崎出口から表六甲ドライブウェイ経由で約35分

## 周辺
- 六甲高山植物園 - 隣接地に所在。同一法人による運営で、イベント等の企画を共同で行う。
- ヴォーリズ六甲山荘